# Bunium korovinii
Bunium korovinii là một loài thực vật có hoa trong họ Hoa tán. Loài này được R.Kam. & Geld. mô tả khoa học đầu tiên năm 1985.